# さいたま市保健所
さいたま市保健所（さいたましほけんじょ）は、地域保健法に基づき埼玉県さいたま市中央区に置かれている保健所である。さいたま市は政令指定都市であるため、国から一号市に指定されている。さいたま市健康科学研究センターが併設されている。

## 概要
かつて埼玉県の保健所として浦和市に中央保健所（旧浦和保健所。埼玉県浦和合同庁舎内に所在、それ以前は現岸町公民館の場所にあった）、大宮市に大宮保健所があった。2001年にさいたま市となり、2003年に政令指定都市に移行することになった。これに先立ち保健所政令市に指定され、独自に保健所を設置できることから、2002年に中央保健所、大宮保健所を廃止し、さいたま市保健所を旧大宮保健所が所在した埼玉県大宮合同庁舎内に設置した。その後現在地に新施設を建設し、2007年に開設した。さいたま市健康科学研究センターを併設するほか、隣接して障害者総合支援センターと鈴谷公民館も同時にオープンした。
保健所、鈴谷公民館、隣接するマンションの一帯は1939年（昭和14年）からトラックの組立工場だった金剛製作所があった。その跡地の西側に1988年（昭和63年）2月、4棟の15階建てマンション（総戸数539戸）「コープ野村クローバーシティ与野」が完成した。その後長らく東側は空き地であった。
健康科学究センターでは、細菌・ウイルス等の検査、食品等の衛生検査並びに大気・水質等の調査分析を行っている。

## 歴史
- 2000年（平成12年）4月 - 浦和市、与野市、大宮市合併協議会設置。
- 2000年（平成12年）6月 - 3市による保健所設置プロジェクト設置。
- 2001年（平成13年）2月 - さいたま市保健所設置基本計画の策定。
- 2001年（平成13年）5月 - さいたま市発足。保健衛生部内に保健所準備室を設置。
- 2001年（平成13年）9月 - 保健所政令市移行の閣議決定。地域保健法施行規則改正。
- 2002年（平成14年）4月 - 中央保健所と大宮保健所を廃止し、さいたま市保健所を開設。（さいたま市吉敷町1-124埼玉県大宮合同庁舎内）
- 2003年（平成15年）4月 - 政令指定都市移行。9区になり、各区に保健センターを設置、保健センター職員は保健所職員の身分を併せて有するとした。
- 2005年（平成17年）4月 - 岩槻市を編入、1保健所10保健センター体制に。
- 2006年（平成18年）4月 - 桜区に動物愛護ふれあいセンター（保健部）が開設され、動物愛護に関する業務を移管。
- 2007年（平成19年）4月 - 中央区鈴谷7-5-12に新施設を整備し移転。健康科学研究センターと併設。
- 2014年（平成26年）4月1日 - 健康科学研究センターと業務内容が重複することや、庁舎の老朽化のため桜区上大久保にあった埼玉県衛生研究所が吉見町に移転。

## 所在地・組織
さいたま市中央区鈴谷7-5-12 

【さいたま市保健所】1-2階
- 保健総務課
- 地域保健支援課
- 疾病予防対策課
- 新型コロナウイルスワクチン対策室
- 精神保健課
- 食品衛生課
- 環境薬事課

【さいたま市健康科学究センター】3-4階
- 保健科学課
- 生活科学課
- 環境科学課

## 交通手段
- JR埼京線与野本町駅・南与野駅から徒歩15分。